# Sarcinodes mongaku
Sarcinodes mongaku là một loài bướm đêm trong họ Geometridae.